# Voormaag
Een voormaag is bij verschillende diersoorten een orgaan dat onderdeel is van het spijsverteringskanaal waar het voedsel een voorbewerking ondergaat alvorens het in een maag belandt.
Herkauwers, zoals runderen, herten en schapen, hebben vier magen. Het ingenomen voedsel gaat voor de fermentatie en de cellulosevertering achtereenvolgens naar de pens, de netmaag en de boekmaag en dan als laatste naar de lebmaag voor de eiwitvertering. De eerste drie worden beschouwd als voormaag.
Honingbijen zuigen hun voedsel uit een bloem en slaan het op in een vergroot deel van de slokdarm, hun voormaag oftewel de honingmaag. Deze is met een soort ventiel afgesloten naar de daarachter liggende spijsverteringsmaag. Een honingbij zal slechts weinig voedsel doorlaten voor eigen consumptie, het meeste wordt in de cellen van de honingraten opgegeven. 
Vogels hebben twee voormagen, een spiermaag en een kliermaag als onderdeel van de slokdarm, gevolgd door de maag. 